# Laminine
Die Laminine sind kollagenähnliche Glykoproteine und ein Bestandteil der extrazellulären Matrix. Laminine findet man in allen Basallaminae, und sie weisen Bindungsstellen für Zelloberflächenrezeptoren auf. Zusammen mit Kollagen Typ IV, Nidogen und dem Heparansulfat-Proteoglykan Perlecan bilden die Laminine die erwähnten Basalmembranen. Weitere wichtige Komponenten der Basallamina sind Fibronektin und eine Reihe anderer Proteoglykane.
Fünfzehn Lamininisoformen sind bislang bekannt. Diese sind gewebespezifisch im tierischen Organismus verteilt. Das Lamininmolekül besteht aus einer α-, einer β- und einer γ-Proteinkette, die sich in heterotrimerer Form zum jeweiligen Lamininmolekül zusammensetzen. Hierbei ist zu beachten, dass 5 verschiedene α-Ketten, 3 verschiedene β-Ketten und 3 verschiedene γ-Ketten bislang nachgewiesen wurden.
Es wurden bislang folgende Kombinationen der Proteinketten in den Lamininisoformen entdeckt (nicht zu verwechseln mit den Laminen, die sich nur im Zellkern der meisten Tiere befinden):
- Laminin-1:    α1β1γ1   (Laminin-111)
- Laminin-2:    α2β1γ1   (Laminin-211)
- Laminin-3:    α1β2γ1   (Laminin-121)
- Laminin-4:    α2β2γ1   (Laminin-221)
- Laminin-5:    α3β3γ2   (Laminin-332)
- Laminin-6:    α3β1γ1   (Laminin-311)
- Laminin-7:    α3β2γ1   (Laminin-321)
- Laminin-8:    α4β1γ1   (Laminin-411)
- Laminin-9:    α4β2γ1   (Laminin-421)
- Laminin-10:   α5β1γ1   (Laminin-511)
- Laminin-11:   α5β2γ1   (Laminin-521)
- Laminin-12:   α2β1γ3   (Laminin-213)
- Laminin-13:   α3β2γ3   (Laminin-323)
- Laminin-14:   α4β2γ3   (Laminin-423)
- Laminin-15:   α5β2γ3   (Laminin-523)